# Primer asedio de Valencia (Venezuela)
El primer asedio de Valencia fue un corto enfrentamiento militar librado en 1814 durante la guerra de Independencia de Venezuela, que finalizó con la victoria de las fuerzas patriotas sobre las realistas.

## Antecedentes
A comienzos de 1814, los realistas avanzaban hacia Caracas en varias direcciones. El 15 de enero desembarcaba en Puerto Cabello el capitán general Juan Manuel Cagigal y Mac Swing. El 30 de marzo, el caudillo llanero y realista, teniente coronel José Tomás Boves, levantó el asedio de San Mateo, al serle imposible tomar la ciudad defendida por el Libertador de Occidente, Simón Bolívar, y salió a enfrentar al Ejército de Oriente. Con sus tropas desgastadas, no podía exponerse a quedar atrapado entre dos fuerzas enemigas. Entre tanto, el Libertador de Oriente, Santiago Mariño, se entera de la situación en San Mateo y marcha rápidamente a ayudar a Bolívar. El 31 de marzo se enfrenta a Boves en la batalla de Bocachica, forzándolo a retirarse con su prestigio desquebrajado. El coronel Mariano Montilla lo persiguió y le atacó al sur del lago de Valencia en Güigue, Yuma y Los Naranjos el 1 de abril, y en Magdaleno el 2 de abril.
Por su parte, el coronel José Ceballos había organizado una división con milicias de la provincia de Coro y los restos del batallón Granada. A mediados de febrero avanzaba desde Siquisique al centro del país, pero se encuentran en Barquisimeto al brigadier patriota Rafael Urdaneta, quien inicialmente planeaba atacar la provincia de Barinas, pero tuvo que cancelar la ofensiva al ceder 800 infantes al mando del coronel Manuel Villapol para proteger Valencia, aunque acabaron en los valles de Aragua; también debió ceder 500 soldados al comandante Domingo Meza para proteger Quíbor y otros al coronel Manuel Gogorza Lechuga para proteger Ospino, mermando sus fuerzas. Ante la proximidad de Ceballos, el brigadier patriota decidió reunir a su división y dar batalla cerca de Barquisimeto.
El 9 de marzo, Urdaneta presentó batalla a 700 infantes y 300 jinetes realistas, pero fue vencido y la ciudad saqueada, debiendo huir a San Carlos, donde llegó el 11 de marzo con apenas 180 hombres. Ahí se encontró a la ciudad asediada por el teniente coronel Sebastián de La Calzada, quien mandaba a los llaneros de Barinas. Aunque el coronel realista tenía 800 a 1200 hombres, Urdaneta se abre paso y entra en la plaza, quedando sitiado, donde resiste con bravura hasta que se le agota el agua, resistiendo con 500 efectivos los ataques producidos entre los días 12 y 16 de ese mes. En la mañana del 17 de marzo Urdaneta logra retirarse hacia Valencia, permitiendo a La Calzada entrar en San Carlos, que es saqueada, pero el sacrificio de la villa le da tiempo para escapar, llegando a Valencia el 20 de marzo. Ante la difícil situación, Bolívar dio órdenes al brigadier patriota y al coronel Juan de Escalona de resistir hasta el final, prometiendo la pronta venida del brigadier Mariño con el Ejército de Oriente a ayudarlos: «Defenderéis a Valencia, ciudadano general, hasta morir: porque estando en ella todos nuestros elementos de guerra, perdiéndola se perdería la República. El general Mariño debe venir con el Ejército de Oriente; cuando llegue batiremos a Boves e iremos en seguida a socorreros». Antes de iniciar el combate, Urdaneta debió enviar 200 hombres a ayudar en el asedio de Puerto Cabello, debilitando aún más sus fuerzas.
Entre tanto, Valencia había sufrido por meses ataques constantes en los pueblos de los alrededores, donde las guerrillas monárquicas saqueaban y mataban para regresar a su base en Los Naranjos y otros puntos cercanos al lago. La principal la mandaba el capitán J. Ramos, quien en Guacara el 20 de enero se encontró con el coronel Antonio Alcovar, a tres leguas de la ciudad. Cuando las fuerzas se avistaron, Ramos desafió al famoso sargento Reyes González a un duelo singular y el reto fue aceptado, después de solicitar y obtener permiso del coronel. Primero se dispararon sus armas de fuego y luego combatieron con sables, resultando vencedor el sargento, quien se llevó a Valencia la cabeza de su rival como trofeo. Después de esto, los monárquicos comenzaron a disparar, pero fueron derrotados fácilmente.
El 15 de febrero, en el Hervor, una columna de 800 realistas organizados en el Pao por el comandante Manuel Ruiz, vecino español de Guacara, se encontró con el coronel Escalona y 400 soldados salidos de Valencia. Los monárquicos fueron dispersados y dejaron muchos despojos y algunos prisioneros. Incursiones de montoneras indisciplinadas fueron frecuentes durante aquellos meses en Valencia y sus alrededores, pero la guarnición se mantuvo invicta. El 28 de febrero, en Los Naranjos, el capitán republicano Mateo Salcedo venció a Boves.

## Fuerzas enfrentadas

### Realistas
En sus Memorias Cajigal menciona que los realistas eran 3000, siendo respaldado por el historiador venezolano Edgar Esteves González, el coronel patriota José de Austria y el historiador argentino Bartolomé Mitre. En cambio, Urdaneta los eleva a 4000, número apoyado por los venezolanos Feliciano Montenegro Colón y Rafael María Baralt y el chileno Francisco Antonio Encina. Mariano Torrente y José Domingo Díaz mencionan que 400 infantes eran del regimiento Granada. Francisco Javier Yanes dice que eran «El 28 de marzo fué sitiada la ciudad [Valencia] por Ceballos, Calzada y Ramos que con 4000 hombres principiaron sus operaciones incendiando varias casas antes de intimar la rendición».
El historiador colombiano José Manuel Restrepo Vélez menciona que Ceballos logró organizar una división de 1000 corianos aprovechando que sus enemigos estaban distraídos con otras fuerzas monárquicas (dato aceptado por Mitre). También agrega que La Calzada logró traer 800 jinetes y 1000 infantes. Unidos, crearon un ejército de 3000 hombres. Francisco Rivas Vicuña acepta sus cifras. El colombiano Francisco Javier Vergara y Velasco da números mucho más pequeños, pues para él Ceballos contaba con unos 1000 hombres en Tierrita Blanca, pero sumado el ejército de La Calzada llegó a Valencia con 2000 plazas. Por su parte, Tomás Cipriano de Mosquera estima en 6000 si se cuentan a los hombres que traía Boves al final del asedio. Mitre creía que «los cuerpos de ejército del Apure, los llanos bajos y de Coro» sumaban unos 6000 hombres. Sin embargo, el ensayista colombiano Alberto Pinzón Sánchez reduce los números a 3000 aportados por Ceballos y 1500 traídos por Boves al final del asedio. El historiador Esteves González cree que Boves llegó con cerca de 2000 hombres a Valencia.
Baralt afirma que carecían de artillería, porque la que capturaron en San Carlos había sido inutilizada por los patriotas. En cambio, De Austria dice que tenían 4 piezas manejadas por oficiales competentes. Su infantería estaba formada por restos del regimiento Granada y de los batallones Sagunto y Numancia a las órdenes del coronel español Carlos Manuel Salomón, y por milicias corianas al mando del cacique Juan de los Reyes Vargas, el sacerdote Andrés Torrellas y otros jefes de Occidente. La caballería estaba a cargo del teniente coronel mulato Remigio Ramos.

### Patriotas
Según Restrepo, Baralt, Mitre y Rivas Vicuña, después de haber enviado tropas a otros puntos necesitados de ayuda, la guarnición apenas contaba con 280 fusileros. Estos cálculos se basan en Urdaneta, quien escribe que se había llevado 300 hombres de San Carlos y había 180 en Valencia cuando llegó, enviando 200 a Puerto Cabello poco después. De Austria los cifra en 300 hombres muy agotados por las marchas. El historiador Guillermo Ruiz Rivas dice que eran 340 soldados más algunos voluntarios civiles. El historiador venezolano Augusto Mijares menciona que Urdaneta tenía menos de 1000 hombres protegiendo la ciudad.
La ciudad carecía de defensas, por lo que debieron atrincherarse en la plaza de Armas, pero el lento y cauteloso avance de Ceballos, quien no quería arriesgar nada al creer segura la victoria, les permitió prepararse. Tuvieron que sacrificar y salar mulas y burros porque no había ganado en las cercanías. También les fue difícil recolectar agua, pues los pueblos cercanos eran realistas y la zona estaba plagada de guerrillas que atacaban a los recolectores. Se previno a los vecinos que recolectaran los alimentos que pudieran para ellos mismos y se expulsó a los incapaces de luchar, pero quedaron cuarenta civiles en la plaza, incluyendo el arzobispo Narciso Coll y Prat. Según el clérigo, la ciudad tenía por entonces 8000 habitantes.

## Asedio

### Comienzo
Entre tanto, los realistas de Ceballos llegaron a las cercanías de Valencia el 28 de marzo (ó 25 de marzo), quemando varias casas antes de intimar la rendición de su guarnición. Sin embargo, ésta fue rechazada y los monárquicos procedieron a ocupar las alturas cercanas, como las del Pato y del Morro, que dominaban toda la zona y dando comienzo al asedio al día siguiente. Los defensores debieron replegar sus guerrillas (infantería en orden abierto) al llegar el enemigo, quedando el perímetro defensivo en la plaza de Armas y algunas casas cercanas, que jamás se perdieron; el hospital y muchas familias quedaron fuera, evitando tener que alimentarlas. Todo el resto de la ciudad fue ocupada.
El 31 de marzo, los defensores se quedaron sin acceso al río Cabriales, pues los realistas tenían fuerzas muy superiores y podían poner unidades fuera del tiro de la artillería patriota para atacar a todo aquel que se acercaba al curso fluvial. Sin más agua que la extraída de algunos pozos salobres y llevada en vasijas. Sin embargo, era insuficiente para la guarnición, el vecindario y los refugiados que habían en la plaza. La resistencia se daba en las calles y la plaza. La falta de líquido llevó a muchas jóvenes a beber licores, emborrachándose hasta correr enloquecidas por la plaza, y a muchos ancianos y niños a morir.
El 2 de abril, Boves llegó con 1100 jinetes y 300 o 400 infantes a Valencia, dando aviso de la proximidad de Bolívar y Mariño. Decidió dejar 600 llaneros a cargo de los teniente coroneles La Calzada y Ramos, para ayudar en el ataque que debía producirse ese mismo día. Justo habían desertado 17 soldados republicanos que ofrecieron enseñar un camino oculto a la plaza de Armas, lo que convenció a Ceballos, quien ya preparaba la retirada, de esperar un día más.

### Retirada
Por su parte, el día después de Bocachica, Mariño marchó por San Sebastián y el río Pao hacia La Victoria. El 2 de abril, Bolívar trasladó su Estado Mayor de San Mateo a La Victoria y se entrevistó con Mariño. Acuerdan marchar el 3 de abril a Valencia para ayudar a Urdaneta.
Según Montenegro Colón, las fuerzas unidas de los jefes monárquicos lanzaron un último asalto a las 08:00 horas del 2 de abril. Para las 14:00 tenían casi toda Valencia bajo su poder, pero los defensores resistieron con tanta obstinación que a las 17:00 tuvieron que retirarse a los puestos que tenían circunvalando la ciudad. Según Baralt, el regimiento Granada lanzó el ataque principal contra una bocacalle defendida por un obús y doce fusileros parapetados. Urdaneta recolectó hombres sueltos de otras unidades y dispuso dos grupos de 10 soldados cada uno que se abrieron paso por las paredes de las casas, atacando al regimiento desde las viviendas en sus costados mientras el obús lo hacia por el frente. Los españoles lucharon con valor, pero debieron retirarse dejando la calle sembrada de cadáveres. Según De Mosquera, jamás se produjo el ataque porque La Calzada desconfiaba de los desertores y logró convencerlo de retirarse; Boves se negó a participar personalmente de todo ataque.
Ceballos, creyendo que Bolívar y Mariño ya se habían unido y estaban cerca, juzgó como más prudente retirarse hacia San Carlos. Para ese entonces la guarnición había quedado reducida a la mitad y los defensores no se creían capaces de rechazar otro ataque. Para tal caso, resolvieron retirarse al cuartel de artillería, clavar las piezas y volar el parque antes de entregarlo. De hecho, a las 23:00 horas del 2 de abril Urdaneta se había enterado de la llegada de Boves, presuponiendo que Bolívar estaba cerca, conjeturó que los realistas iban a atacar de nuevo, pero si aguantaba lo suficiente llegaría su comandante.
Los realistas bombardearon con su artillería la villa durante toda la noche, pero sólo para proteger su retirada por el camino a San Carlos. A las 03:00 horas todos los realistas tomaron camino a San Carlos, y a las 07:00 se reunieron en la falda del morro para seguir por el Guataparo a Tocuyito. Ahí, a tres leguas de Valencia, Ceballos ordenó a Boves ir a Guadarrama y Pao a reclutar más llaneros. Poco después, Ceballos debió permitir a los llaneros seguir a Boves para que no desertaran, enviándolos a Calabozo. Unos 100 a 400 jinetes siguieron a Boves al Guárico.
Montenegro Colón dice que en la madrugada, los patriotas pudieron comprobar su victoria y enviaron a 25 jinetes que tomaron numerosos prisioneros, despojos y equipajes en la sabana de San Pablo. También se recuperaron alhajas robadas de los templos de Valencia y la custodia del convento de San Francisco; esta última se entregó de inmediato al arzobispo, quien había sufrido el asedio. En cambio, Baralt afirma que no pudieron enviar ninguna guerrilla a perseguirlos.

## Consecuencias
En esa jornada, 3 de abril, Bolívar y sus edecanes llegaron hasta Agua Negra, entrando en Valencia al día siguiente, donde fue recibido entre vítores por la guarnición y los vecinos, muchos de ellos habían ayudado en las labores de defensa. Destacaban las mujeres que habían hecho trabajos como acarrear agua, estando varias heridas.
Durante los días siguientes llegaron tropas occidentales y orientales de San Mateo y Bocachica respectivamente. Así, Mariño armó una columna de 2000 hombres para cazar a Ceballos. En efecto, al llegar a San Carlos Boves se había separado de sus aliados para retirarse a Calabozo, pero incluso solo, Ceballos pudo dar batalla a Mariño en Arao el 16 de abril.
Gracias a la férrea y decisiva resistencia de Urdaneta, Escalona y sus hombres, se impidió a La Calzada y Ceballos capturar una ciudad importantísima, donde se guardaba gran cantidad de armamento; también, gracias a la victoria de Mariño en Bocachica, se impide la unión de los realistas venidos desde el oeste con los llaneros de Boves.

### Documentos de la época
- Baralt, Rafael María & Ramón Díaz (1841). Resumen de la historia de Venezuela, desde el año 1797 hasta el de 1830 II. París: Imprenta de H. Fournier y Cía.
- Codazzi, Agustín (1841). Resúmen de la geografía de Venezuela. París: H. Fournier y compañía.
- Coll y Prat, Narciso (1960).  Manuel Pérez Vila, ed. Memoriales sobre la independencia de Venezuela. Caracas: Academia Nacional de la Historia.
- De Austria, José (1857). Bosquejo de la historia militar de Venezuela en la guerra de su Independencia I. Valencia: Imprenta del coronel Juan D'Sola.
- De Cajigal, Juan Manuel (1960). Memorias sobre la Revolución de Venezuela. Caracas: Ministerio de Justicia.
- De Mosquera, Tomás Cipriano (1954). Memoria sobre la vida del General Simón Bolívar: Libertador de la Gran Colombia, Perú y Bolivia. Bogotá: Imprenta Nacional.
- Díaz, José Domingo (1829). Recuerdos sobre la rebelión de Caracas. Madrid: Imprenta de León de Amarita.
- Maduro, Jesús María (1891). Anales de Carabobo: apuntes tomados de varios autores para servir de contingente a la historia de esta sección de la república I. Valencia: Imprenta El Diario.
- Mendoza, Cristóbal L.; Luis Villalba-Villalba, Ángel Francisco Brice, José Antonio Escalona-Escalona, Mario Briceño Perozo, Manuel Pinto C. & Lino Iribarrén-Celis (1969). «Cronología sucinta de Simón Bolívar. Del 1° de enero al 8 de septiembre de 1814». Escritos del Libertador: Documentos N° 562-924 (1° enero-7 septiembre de 1814) VI. Caracas: Sociedad Bolivariana de Venezuela. pp. 409-418.
- Mitre, Bartolomé (1890). Historia de San Martín y de la emancipación sud-americana III. Buenos Aires: Félix Lajouane.
- Montenegro Colón, Feliciano (1837). Geografía general para el uso de la juventud de Venezuela IV. Caracas: Imprenta de Damiron y Dupouy.
- Restrepo, José Manuel (1858). Historia de la revolución de la República de Colombia en la América meridional II. Besazon: José Jacquin.
- Torrente, Mariano (1830). Historia de la revolución hispano-americana II. Madrid: Imprenta de León de Amarita.
- Urdaneta, Rafael (1888). Memorias del general Rafael Urdaneta: adicionadas con notas ilustrativas y algunos otros apuntamientos relativos á su vida pública. Caracas: Imprenta litografía del gobierno nacional.
- Vergara y Velasco, Francisco Javier (1910). En 1910: Homenaje a los soldados de 1810. Páginas militares de la guerra de independencia; las batallas y los jefes de la magna guerra; la guerra á muerte - los héroes de Boyacá - 1910. Bogotá: Imprenta eléctrica.
- Yanes, Francisco Javier (1943). Relación documentada de los principales sucesos ocurridos en Venezuela: desde que se declaró estado independiente hasta el año de 1821 I. Caracas: Academia Nacional de la Historia & Editorial Élite.

### Estudios modernos
- Encina, Francisco Antonio (1961). Bolívar y la independencia de la América española: Independencia de Nueva Granada y Venezuela (parte 1) III. Santiago: Nascimiento.
- Esteves González, Edgar (2004). Batallas de Venezuela, 1810-1824. Caracas: El Nacional. ISBN 978-980-388-074-3.
- Fuentes-Figueroa Rodríguez, Julián (2003). La Segunda República de Venezuela (1812-1814). Caracas: Ediciones de la Presidencia de la República. ISBN 9789800303306.
- Mijares, Augusto (1991). The Liberator (en inglés). Caracas: North American Association of Venezuela.
- Pinzón Sánchez, Alberto (2020). Simón Bolívar: conductor político y militar de la guerra anti colonial. Madrid: El Garaje Ediciones. ISBN 978-84-121087-0-5.
- Prieto Figueroa, Luis Beltrán (2006). El magisterio americano. Caracas: Ayacucho. ISBN 978-9-80276-424-2.
- Rivas Vicuña, Francisco (1921). Las guerras de Bolívar. Primera Guerra, 1812-1814. Formación del alma venezolana. Caracas: Editorial Victoria, Manrique y Ramírez Ángel.
- Ruiz Rivas, Guillermo (1964). Simón Bolívar, más allá del mito: una reconstrucción documental de la vida de El Libertador, don Simón Bolívar, sus relaciones con El Protector, don José de San Martín y sus conexiones con la pequeña y grande historia de América I. Bogotá: Ediciones Tercer Mundo.

- Datos: Q5708056